# Podalonia pubescens
Podalonia pubescens är en biart som beskrevs av Murray 1940. Podalonia pubescens ingår i släktet Podalonia och familjen grävsteklar. Inga underarter finns listade i Catalogue of Life.